# جو رافرتی
جو رافرتی (انگلیسی: Joe Rafferty؛ زادهٔ ۶ اکتبر ۱۹۹۳) بازیکن فوتبال اهل ایرلند است که در پست دفاع بازی می‌کند.
از باشگاه‌هایی که در آن بازی کرده‌است می‌توان به باشگاه فوتبال روچدیل، باشگاه فوتبال لیورپول، اشاره کرد.
وی همچنین در تیم‌های ملی فوتبال جمهوری ایرلند و زیر ۱۸ و ۱۹ سال جمهوری ایرلند بازی کرده‌است.